# Carukia barnesi
La irukandji (Carukia barnesi) es una pequeña medusa del orden Carybdeida altamente venenosa que habita en las aguas del norte de Australia. Fue documentada por primera vez en 1952 por Hugo Flecker, quien la llamó Irukandji por el pueblo aborigen que vive en las costas australianas cerca de Cairns, lugar en donde se produjo el descubrimiento. Su cuerpo mide solo 1,5 cm, pero sus tentáculos alcanzan más de 80 cm de longitud. En la actualidad hay 2 variedades de Irukandji, la Carukia barnesi propiamente dicha y la Malo kingi.
La descarga de los cnidocitos de la medusa provoca un rápido aumento en la presión sanguínea que puede desembocar una hemorragia cerebral; también puede provocar parálisis, dolores de cabeza, náuseas, inquietud, sudoración, vómitos,y un fenómeno psicológico que se asemeja a una sensación de muerte inminente. Este conjunto de síntomas es llamado "síndrome irukandji". El síndrome es, en parte, producido por la liberación de catecolamina. Parte del cuerpo puede ser infectada y necrosada por esta pequeña medusa.